# Vacanța lui Mr. Bean
Vacanța lui Mr. Bean (în engleză: Mr. Bean's Holiday, cunoscut și sub numele de  Mr. Bean În Vacanță în România) este un film de comedie, actorul principal fiind Rowan Atkinson și având rolul lui Mr. Bean. Vacanța lui Mr. Bean a fost lansat pe data de 30 martie 2007 în Regatul Unit și pe data de 24 august 2007 în Statele Unite și Canada.

## Desfășurarea filmului
Într-o zi ploioasă din Londra, Mr. Bean se duce cu bine cunoscutul său British Leyland Mini la o biserică unde are loc o festivitate. Mr. Bean, câstigă, întâmplător premiul cel mare la o tombolă: 200Є, o călătorie cu trenul la Cannes și o cameră video Sony. Acesta ajunge ajungând cu un taxi greșit la Gare du Nord din Paris, Bean este forțat să ia trenul următor pentru stația Gare du Lion într-un mod neconformist, deoarece pierduse primul încercând să își ia cafea, de la un automat. Între timp, se uită pe panourile cu trenurile de plecare și sosire și observă că următorul tren sosea după o oră. Bean, găsește în stație un restaurant având în meniu fructe de mare. Stridiile îi se par greu de înghițit, de aceea, se preface că le mănâncă, însă acesta le aruncă în șervețel. Neștiind ce să facă cu ele, acesta se gândește să le arunce în geanta unei doamne. Când aceasta introduce mâna în geantă să își ia telefonul, aceasta găsește stridiile, și țipă terorizată. Bean plătește masa și fuge din restaurant. Înapoi pe peron, Bean întreabă un om, care, întâmplător se întâmplă să fie un membru al juriului de la Cannes, și critic de film Rus, Emil Dachevsky (Karel Roden) să îl filmeze pe Bean urcând în tren. Bean, cerând reîncercări de a îl filma, până când este gata filmarea, trenul pleacă. Deși Mr. Bean reușește să urce în tren, ușile se închid tocmai când Dachevscky ajunge la tren. Fiul lui Dachevscky, Stepan (Max Blardy), este lăsat în tren. Mr. Bean încearcă să fie prieten cu băiatul, acestuia fiind spus să se dea jos la stația următoare, și eventual Mr. Bean îl salvează, însă pierde trenul din nou. Trenul în care era tatăl lui Stepan nu oprește la stația care se afla acesta. Tatăl lui Stepan îi arată un număr de telefon având ultimele două cifre obscure. Între timp, încercând să sune la diverse numere sosește trenul, însă datorită uitării portofelului și a pașaportului,de asemenea și a biletului de tren, cei doi sunt forțați să părăsească trenul. Încercând să facă rost de bani, acesta încearcă să interpreteze O mio babbino caro a lui Puccini interpretarea sa dovedindu-se a fi de succes. Făcând rost de bani, Bean cumpără un bilet de autobuz către Cannes. Bean pierde biletul, deoarece se agață de piciorul unei găini. Bean urmărește găina aflată într-un Peugeot 504 și ajunge într-o fermă de găini. Acesta mergând pe stradă noaptea, obosit acesta găsește un loc care părea a fi un sat, însă de fapt este un platou de filmare pentru o reclamă la un iaurt. Bean apare suplimentar în reclama regizată de Carson Clay (Wilem Dafoe), dar acesta strică platoul și este concediat. Bean încearcă să facă autostopul din nou, când o mașină verde lămâi exact ca a lui oprește condus de Sabine (Emma de Caunnes), care îi oferă o cursă până la Cannes. Sabine este o actriță plină de aspirații în drumul ei către a 59-a ediție de la Cannes, unde filmul în care ea va debuta este prezent. Când opresc la o stație Mr. Bean îl găsește pe Stepan dansând cu o trupă. Sabine este de acord să îl ia cu ei. Datorită dificultății de comunicare, Sabine crede că Stepan e fiul lui Bean în timp ce Stepan crede că Sabine este logodnica lui Mr. Bean. Pe drum, Bean o îi cere lui Sabine telefonul mobil. Bean și băiatul încearcă să sune părinții lui Stepan din nou, dar nici un rezultat. Cei trei merg în timpul nopții. Dar, jucându-se cu tonurile de apel, Bean o face pe Sabine să adoarmă. Acesta, apoi încearcă să conducă singur, și să se mențină treaz dar tot ațipește. După ce își face singur diverse lucruri periculoase și dureroase pentru a se menține treaz, cei trei ajung într-un final la Cannes. Când Sabine se duce într-o stație de petrol să se schimbe pentru festival află de la știri că Mr. Bean este suspectat de răpirea lui Stepan dar si că ea ar fi suspectată că ar fi complice. Totuși, deoarece nu vrea să piardă prezentarea filmului la Cannes, nu are dorința de a se duce la poliție să declare neînțelegerea. Aceștia încearcă să intre fără să fie identificați. Stepan se îmbracă ca fiica lui Sabine iar Mr. Bean ca mama acesteia. Încercând să intre pe ascuns, Sabine reușete să ajungă la premieră. Furișându-se la premieră, Mr. Bean este dezamăgit că rolul lui Sabine este tăiat din film. Acesta se duce și își conectează camera la proiector, unde jurnalul său video este pe neașteptate redat. Totuși povestea ciudată se potrivește cu narațiunea lui Carson Clay, în așa fel încât, directorul, Sabine și Bean primesc aplauze, de la publicul aflat în picioare iar Stepan se reunește cu tatăl său. După filmare Bean pleacă pe ușa din spate direct pe plajă, întâlnind multe dintre personajele filmului. Filmul se termină apoi cu Mr. Bean și toate celelalte personaje mimând un musical francez cântând împreună cu cântecul "La Mer" de Charles Trenet cu mâinile în aer. După regia Bean scrie cu picioarele pe nisip „fin” (în franceză însemnând „sfârșit”). Carson Clay este fericit după toată harababura, deoarece premiera a mers bine.